# Marcus Svinhufvud
Marcus Gustaf Pontus Magnusson Svinhufvud, född 8 augusti 1978 i Hallsberg, är en svensk politiker (moderat). Han är sedan november 2022 kommunstyrelsens ordförande i Nynäshamn.

## Biografi

### Utbildning
Marcus Svinhufvud har studerat historia och företagsekonomi vid Södertörns högskola. Han har avlagt en kandidatexamen i historia vid Stockholms universitet samt en masterexamen i demografi vid samma universitet.

### Politisk karriär
Svinhufvud blev politiskt aktiv 2014 och valdes in som ordinarie ledamot i kommunfullmäktige i Nynäshamns kommun i valet 2018. I januari året därpå blev Svinhufvud kommunalråd för Moderaterna i Nynäshamn. Han var då även ordförande för barn- och utbildningsnämnden. Den 27 oktober 2022 valdes Svinhufvud till kommunstyrelsens ordförande och tillträdde ämbetet den 1 november samma år. Han är även ordförande i kommunstyrelsens arbetsutskott samt gruppledare för Moderaterna i kommunen.

## Familj

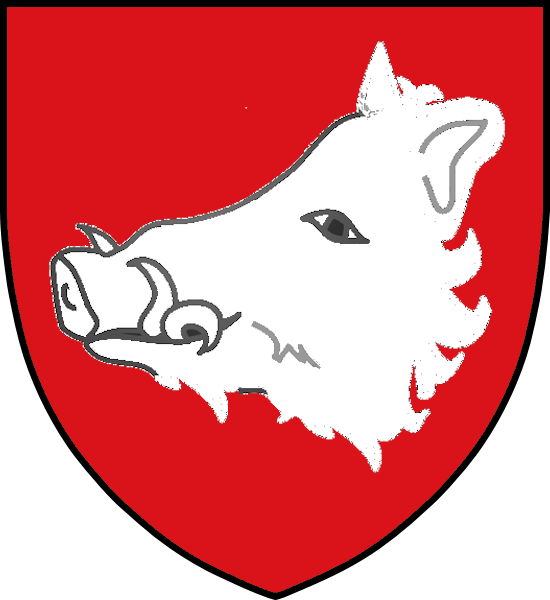
Adliga ätten Svinhufvud i Westergötlands vapen.

Marcus Svinhufvud tillhör den adliga ätten Svinhufvud i Westergötland nr 199. Han är sedan 2012 ordförande i ättens släktförening. Svinhufvud gifte sig den 5 augusti 2006 med Katarina Rönnholm. De har två döttrar och en son.